# Sergej Tatevosjan
Sergej Tatevosjan (russisk: Сергей Сергеевич Татевосян tr. Sergej Sergejevitj Tatevosjan ; født 4. januar 1973 i Novosibirsk i Rusland) er en professionel bokser fra Rusland.

## Professionelle karriere
Sergej fik sin professionelle debut den 29. januar 2000, da han slog landsmanden Aleksandr Komarov på teknisk knockout i fjerde omgang. Den 24. juni 2000, vandt han for første gang den russiske mellemvægttitel i kamp mod Nikolaj Talalakin (russisk: Николай Сергеевич Талалакин). I 2003 vandt han den ledige WBC Internationale mellemvægttitel ved enstemmig afgørelse mod den ghanesiske bokser James Obede Toney. Tatevosjan har konfronteret flere kommende verdensmestre, hans største kampe har været mod Dmitrij Pirog (russisk: Дмитрий Юрьевич Пирог), Lucian Bute og Carl Froch.

## Tatevosjan mod Bute
Tatevosjan boksede mod Lucian Bute den 26. januar 2007 i Montreal om WBO's Inter-Continental supermellemvægttitel. Han tabte kampen ved enstemmig afgørelse med dommersedlerne 120-108, 119-109, 119-109 mod Lucian Bute i Bell Centre.